# Elbait
Elbait, natrijum, litijum, aluminijum boro-silikat, sa hemijskom kompozicijom Na(Li1.5Al1.5)Al6Si6O18(BO3)3(OH)4, je mineralna vrsta koja pripada grupi sa šestočlanim prstenom ciklosilikatnog turmalina.
Elbait formira tri serije, sa dravitom, sa fluor-lidikoatitom i sa šorlom. Zbog ovih serija, primerci sa idealnom formulom krajnjeg člana se ne nalaze u prirodi.
Kao dragi kamen, elbait je poželjan član grupe turmalina zbog raznolikosti i dubine njegovih boja i kvaliteta kristala. Prvobitno otkriven na ostrvu Elba u Italiji 1913. godine, od tada je pronađen u mnogim delovima sveta. Godine 1994, otkriven je veliki lokalitet u Kanadi, na jezeru O'Grejdi u Jukonu.
Elbait se formira u magmatskim i metamorfnim stenama i venama zajedno sa lepidolitom, mikroklinom i spodumenom u granitnim pegmatitima; sa andaluzitom i biotitom u škriljcu; i sa molibdenitom i kasiteritom u masivnim hidrotermalnim zamenskim naslagama.
Elbait je alohromatičan, što znači da količine nečistoća u tragovima mogu obojiti kristale i može biti snažno pleohroičan. Svaka boja duge može biti predstavljena elbaitom, a neke imaju višebojnu zonalnost. Mikroskopske acikularne inkluzije u nekim kristalima elbaita pokazuju efekat mačjeg oka u uglačanim kabošonima.

## Elbaitni varieteti
- Bezbojan: varijetet akrojta (od Lua greška in package.lua at line 80: module 'Module:ISO 639 name/ISO 639-3 (dep)' not found.  άχρωμος (ákhrōmos), sa značenjem „bezbojan”)
- Crven ili ružičasto-crven: varijetet rubelita (od rubina)
- Svetlo plav do plavkasto zelenog: brazilsko indikolitni varijetet (od indiga)
- Zelen: brazilska varijetet verdelita (od smaragda)
- Lubenični turmalin je zonirani varijetet sa crvenkastim središtem okruženom zelenom spoljašnjom zonom koja podseća na koru lubenice, vidljiva u kriškama poprečnog preseka prizmi, često sa zakrivljenim stranama.

- Akrojt
- Rubelit
- Indikolie
- Verdelit
- Lubenični turmalin